# وره وایزمن

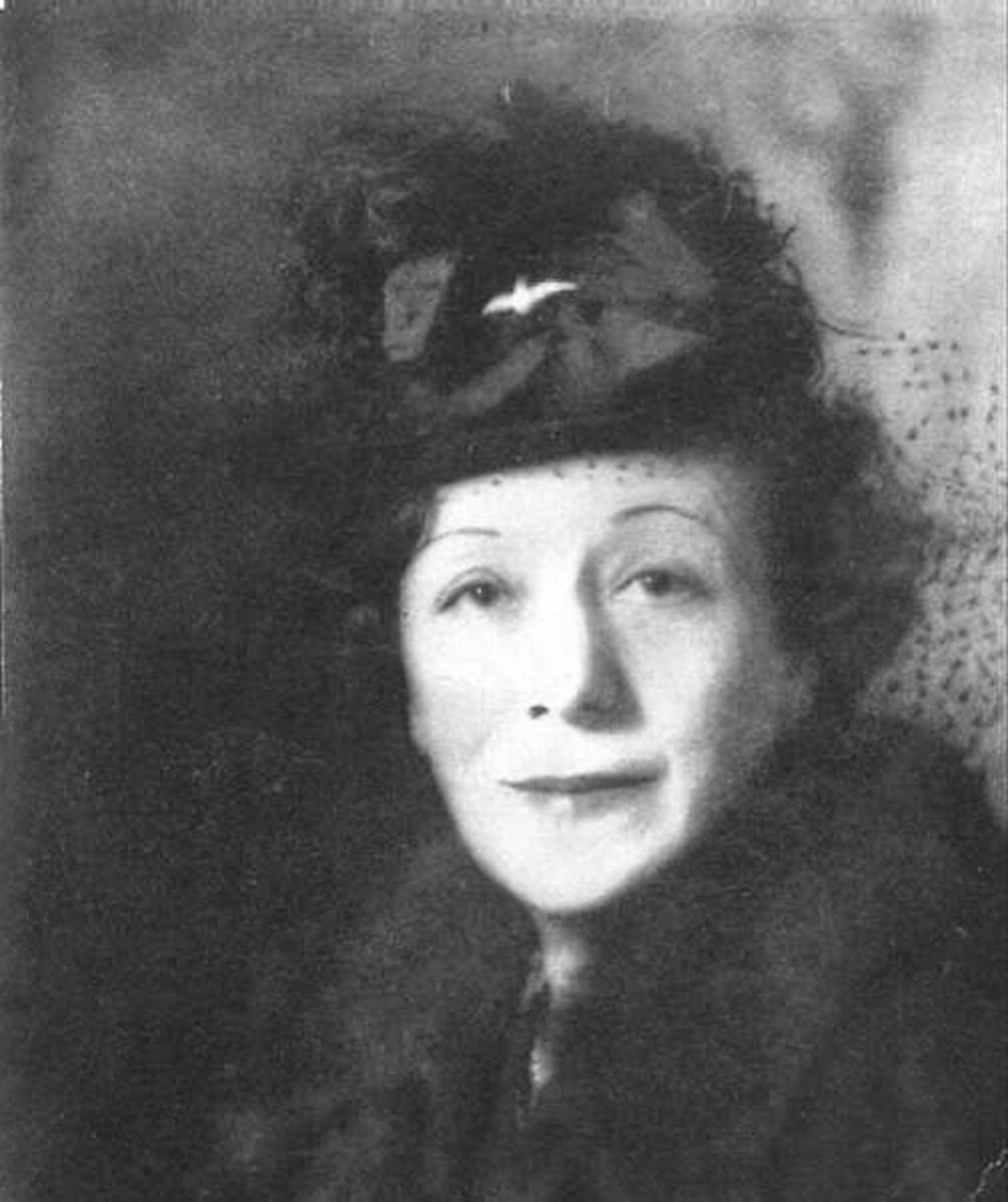
وره وایزمن

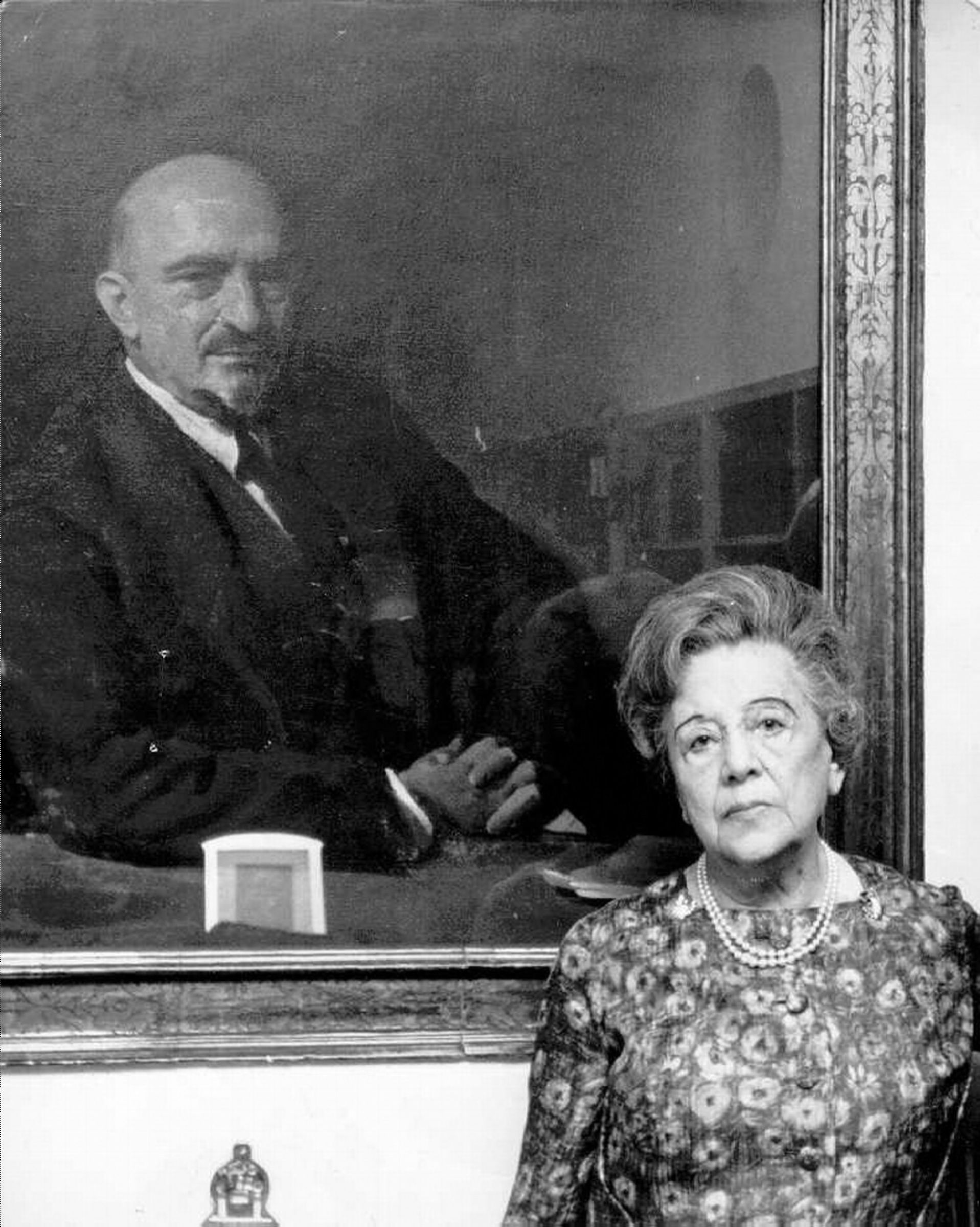
وره وایزمن در سنین میان‌سالی در کنار پُرتره نقاشی‌شده همسرش، حییم وایزمن.

وراه وایزمن (به عبری: ורה ויצמן)، (زاده ۲۷ نوامبر ۱۸۸۱ – درگذشته ۲۴ سپتامبر ۱۹۶۶) پزشک، فعال صهیونیست و همسر حییم وایزمن، اولین رئیس‌جمهور اسرائیل بود. 
وره وایزمن در شهر روستوف، روسیه از خانواده‌ای یهودی متولد شد. وی به غیر از زبان روسی، به زبان‌های عبری و انگلیسی تسلط داشت، هرچند انگلیسی را با لهجه روسی، تکلم می‌کرد.

## فعالیت‌ها
در سال ۱۹۲۰ میلادی، وره وایزمن به همراه تعدادی از هم‌فکرانش سازمان بین‌المللی زنان صهیونیست را پایه گذاشت و مدتی نیز ریاست آن سازمان را عهده‌دار بود.